# تاونشیپ ۱۲، شهرستان روکس، کانزاس
تاونشیپ ۱۲ (به انگلیسی: Township 12) یک منطقهٔ مسکونی در ایالات متحده آمریکا است که در کانزاس واقع شده است. تاونشیپ ۱۲ ۱۵۴ نفر جمعیت دارد و ۶۰۷ متر بالاتر از سطح دریا قرار دارد.